# دوشنبه طوفانی (فیلم)
دوشنبه طوفانی (به انگلیسی: Stormy Monday) فیلمی محصول سال ۱۹۸۸ و به کارگردانی مایک فیگیس است. در این فیلم بازیگرانی همچون ملانی گریفیث، تامی لی جونز، استینگ، شان بین، جیمز کازمو، آلیسون استدمن و هیثکات ویلیامز ایفای نقش کرده‌اند.